# António Calapez Garcia
António Calapez Gomes Garcia (São Luís, Odemira, 13 de Fevereiro de 1921 — Lisboa, 14 de Julho de 2010), foi um médico, empresário e deputado português. Salientou-se pela sua carreira como médico e empresário no Alentejo, tendo contribuído de forma significativa para o desenvolvimento da região, especialmente do concelho de Odemira. Foi condecorado com a a Medalha de Ouro do Ministério da Saúde e a Medalha de Mérito Municipal de Odemira.

## Biografia

### Nascimento e formação
António Calapez Garcia nasceu em 13 de Fevereiro de 1921, na na freguesia de São Luís, no concelho de Odemira, filho de António Gomes Garcia e Mariana Antónia Calapez Garcia, ambos professores do ensino primário. Cerca de dois anos depois a família mudou-se para São Martinho das Amoreiras, onde António Calapez frequentou a escola primária. Concluiu os estudos liceais no Liceu de Beja, e em 1947 concluiu a licenciatura na Faculdade de Medicina de Lisboa.

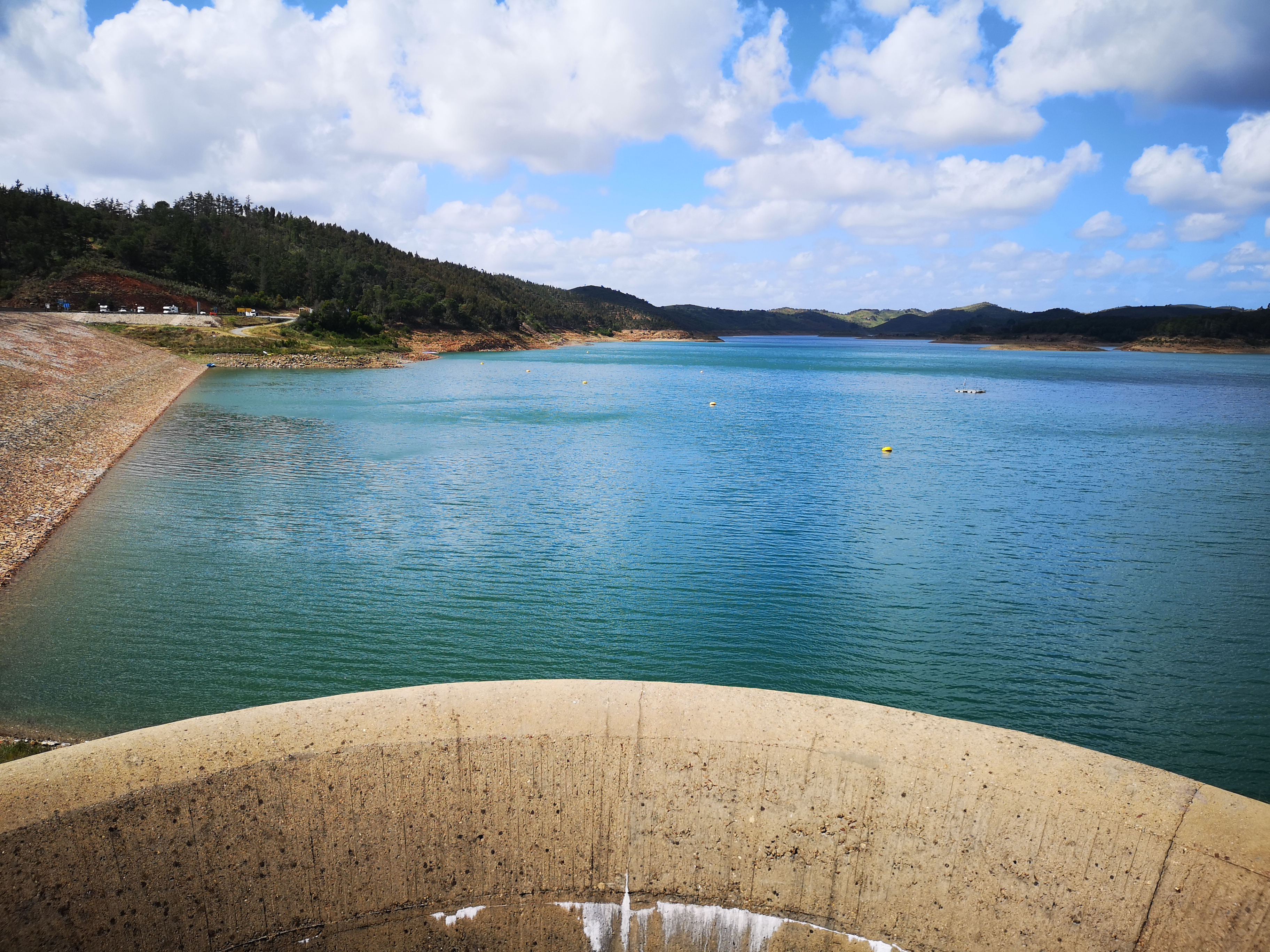
Barragem de Santa Clara.

### Carreira política e profissional
Iniciou a sua carreira na medicina em 1949, como médico na Casa do Povo em São Martinho das Amoreiras. Em 1952 foi nomeado como médico municipal, e nesse mesmo ano também começou a ser assistente voluntário de tratamentos médico-cirúrgicos no Hospital da Misericórdia de Odemira, tendo ocupado esta última função até 1957. Tornou-se Subdelegado de Saúde Substituto do concelho de Odemira em 1960, e em 1981 foi promovido a Subdelegado de Saúde, passando a ser igualmente Director do Centro de Saúde de Odemira. Durante aquele período, verificou-se um substancial desenvolvimento dos cuidados médicos no concelho, com a construção ou expansão de extensões de saúde, e a instalação do Centro de Saúde de Odemira. Em 1983 tornou-se Assistente de Saúde Pública, posição que assumiu em conjunto com o de director do Centro de Saúde, e em 1989 fez parte da Comissão Instaladora da Sub-Região de Saúde do Distrito de Beja.
Em 1991 reformou-se, embora tenha continuado a trabalhar como médico até ao seu falecimento, em 2010, tendo sido até então o mais antigo médico a exercer no Distrito de Beja.
Em 1960 esteve presente nas reuniões das Casas do Povo do Distrito de Beja, sobre o Plano de Rega do Alentejo, que foi aprovado em 1967. Este programa englobava as barragens do Alqueva e de Santa Clara, esta última no concelho de Odemira, da qual António Calapez foi um dos principais defensores. Dois anos depois, em 1969, foi um dos promotores das cooperativas UNISUL - União das Cooperativas do Sul do Tejo e ORISUL - União Cooperativa de Santiago de Cacém, Roxo, Mira e Ferreira do Alentejo. Também nesse ano, entrou em funções como delegado da Junta da Província do Baixo Alentejo na Comissão Directiva da Região Plano Sul, e como vogal da Federação dos Grémios da Lavoura do Baixo Alentejo, tendo sido nesta última posição um dos dinamizadores do Matadouro Regional de Beja.
Em 1980 foi nomeado como presidente da Assembleia Geral da Casa do Povo de São Martinho das Amoreiras, posição que ocupou quase até à sua morte, e em 1989 tornou-se presidente da Assembleia Geral da Santa Casa da Misericórdia de Odemira, tendo assumido esta última função até ao seu falecimento.
Exerceu igualmente como deputado em três ocasiões, durante as legislaturas de 1957 a 1961, 1965 a 1969 e 1972 a 1974.

### Falecimento e homenagens
António Calapez Garcia faleceu em 14 de Julho de 2010, na cidade de Lisboa.
Em 2006, foi premiado com a Medalha de Mérito Municipal do Concelho de Odemira, e em 2009 com a Medalha de Ouro do Ministério da Saúde, que foi entregue pela Ministra da Saúde, Ana Jorge.
Em 16 de Fevereiro de 2013, a Junta de Freguesia de São Martinho das Amoreiras organizou uma homenagem póstuma a António Calapez Garcia, que incluiu a inauguração de um pedestal no Largo Adelino Amaro da Costa. O nome de  Doutor António Calapez Gomes Garcia também foi colocado numa rua da aldeia.